# Godelieve Roggeman
Godelieve Roggeman (30 april 1940) is een Belgische voormalige atlete, die gespecialiseerd was in de middellange afstand. Zij veroverde op twee nummers drie Belgische titels.

## Biografie
Roggeman verbeterde in 1963 het Belgisch record op de 400 m van Marie-Louise Wirix naar 59,0 s. Ze behaalde dat jaar de Belgische titels op de 400 m en de 800 m. Het jaar nadien verbeterde ze het record op de 800 m van Maria Brouckmeersch naar 2.15,4. Op de 400 m werd ze opnieuw Belgisch kampioene.
Haar grootste successen behaalde Roggeman bij de masters. Ze werd verschillende malen Europees kampioene in haar leeftijdscategorie. In 1985 werd ze wereldkampioene op de 800 m en de 1500 m, telkens met een wereldrecord.

### Clubs
Roggeman was aangesloten bij Vlierzele Sportief en Eendracht Aalst.

## Belgische kampioenschappen
| Onderdeel | Jaar       |
| --------- | ---------- |
| 400 m     | 1963, 1964 |
| 800 m     | 1963       |

## Persoonlijke records
| Onderdeel | Prestatie | Datum        | Plaats   |
| --------- | --------- | ------------ | -------- |
| 400 m     | 59,0 s    | 13 juni 1963 | Oordegem |
| 800 m     | 2.14,2    | 19 juli 1964 | Viry     |

## Palmares

### 400 m
- 1963:  BK AC – 59,7 s
- 1964:  BK AC – 61,0 s

### 800 m
- 1963:  BK AC – 2.18,6